# برايان كاهيل
برايان كاهيل هو مقدم تلفزيوني وسياسي أسترالي، ولد في 16 فبراير 1931، وتوفي في 8 مارس 2015. انتخب عضو المجلس التشريعي لولاية كوينزلاند ‏ عن دائرة Electoral district of Aspley ‏ (22 أكتوبر 1983 – 1 نوفمبر 1986).